# Henrik Hertz
Henrik Heyman Hertz, född den 27 augusti 1797 i Köpenhamn, död den 25 februari 1870, var en dansk författare.
Hertz, som hade judiska föräldrar, blev 1817 student och 1825 juris kandidat, erhöll 1824 universitetetsguldmedalj för en juridisk avhandling och 1826 för en estetisk och ägnade sig sedan blott åt
skönlitterär produktion, som han redan tidigt sysslat med. 
År 1827 utgav Hertz komedin Hr. Buckardt og hans familie och de följande åren ett par vådeviller och lustspel, varav det behagliga Amors genistreger på vers (1830; Amors genistreck). År 1830 utsände han, anonymt liksom de äldre skrifterna, Gengangerbreve, författade i Jens Baggesens namn, ett kvickt och elegant inlägg i den estetiska fejden mellan Öhlenschlägers anhängare och J.L. Heiberg, där han avgjort ställde sig på den sistnämndes sida och starkt hävdade formens stora betydelse för diktningen. 
Hertz uppgav 1832 sin anonymitet, lät samma år döpa sig och företog med statsunderstöd en resa till Tyskland, Italien och Frankrike. Hans omkring 40 skådespel, olikartade även i värde, men alla präglade av god smak och skarp blick för scenisk verkan, har varit av största betydelse för danska scenens utveckling, och han är en av de författare, vilkas stycken blivit mest uppförda; flera spelas än i dag. 
Bland dem bör framhållas det äkta danska lustspelet Sparekassen (1836), den romantiska tragedin Svend Dyrings Hus med både ämne och språkton från folkvisorna (1837; översatt av Vendela Hebbe 1859), det muntra lustspelet Indkvarteringen (1841; översatt till svenska 1842), det lyriska dramat Kong Renés Datter (1845; översatt av Olof Strandberg och F.A. Dahlgren 1846, dessutom bearbetad som operan Jolanta av Tjajkovskij) och det historiska dramat Ninon (1848). Hans dramatiska verk utkom samlade i 18 band 1853–1873 och i urval i åtta band 1897. 
Även som lyriker vann Hertz anseende: hans Digte samlades 1851–1862 i fyra band och i urval 1899. Slutligen kan nämnas, att han utgav romanen Stemninger og Tilstande (1839), starkt polemisk mot den nymodiga liberalismen, och den vidlyftiga skildringen Johannes Johnsen (3 band, 1861), ursprungligen intagen i Ugentlige Blade, som utkom 1858–1859. Hertz fick 1845 titeln professor och var en av de fyra danska författare, som först (1851) fick årligt statsunderstöd. Breve til og fra Henrik Hertz ved P. Hertz utkom 1897.

## Tryckta översättningar till svenska
- Inqvarteringen, lustspel i en akt (översättning Volkmar Busch, Bonnier, 1842)
- Kung Renés dotter: lyrisk dram i en akt (Kong René's Datter) (anonym översättning, Hjerta, 1846)
- Amors genistreck (Amors genistreger) (översättning C.V.A. Strandberg. Ingår i: C.V.A. Strandberg: Samlade vitterhetsarbeten. Del 2 (Fritze, 1877)

## Utmärkelser
- Professors namn,  1845[6]
- Riddare av Dannebrogorden,  1850[6]
- Dannebrogsmännens hederstecken,  1865[6]

[Redigera Wikidata]